# Courçais
Courçais är en kommun i departementet Allier i regionen Auvergne-Rhône-Alpes i de centrala delarna av Frankrike. Kommunen ligger  i kantonen Huriel som ligger i arrondissementet Montluçon. År 2022 hade Courçais 309 invånare.

## Befolkningsutveckling
Antalet invånare i kommunen Courçais
Referens: INSEE